# 野呂介石

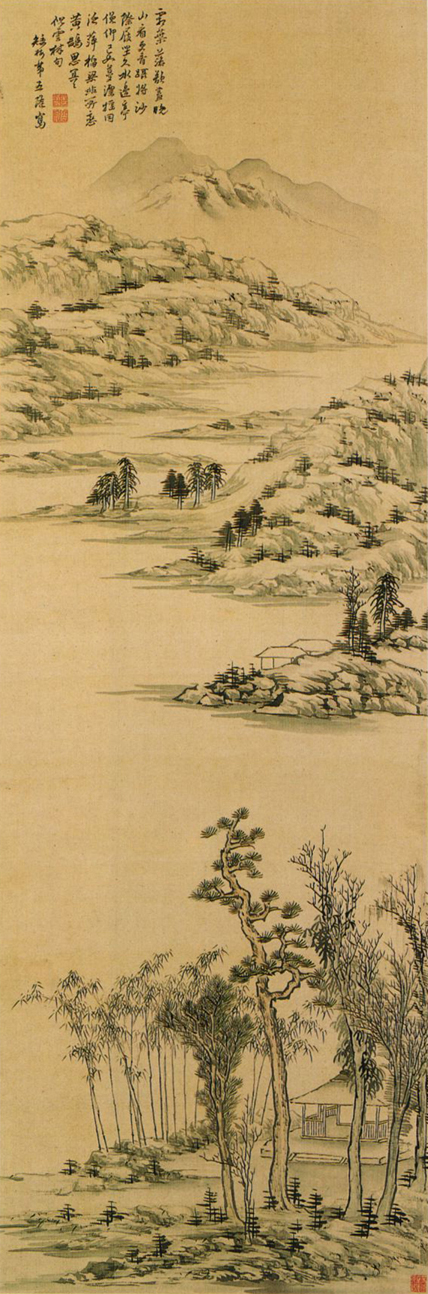
倪雲林詩意山水図　野呂介石筆

野呂 介石（のろ かいせき、延享4年1月20日（1747年3月1日） - 文政11年3月14日（1828年4月27日））は、江戸時代後期の日本の文人画家である。紀州藩に仕え、祇園南海、桑山玉洲とともに紀州三大南画家と呼ばれている。
名ははじめ休逸（きゅういつ）であったが、のちに改名して隆（りゅう）または隆年（りゅうねん）のふたつの名を混用した。字を松齢（しょうれい）、号は介石のほかに斑石（はんせき）、十友窩（じゅうゆうか）、澄湖（ちょうこ）、混斎（こんさい）、台嶽樵者（だいがくしょうしゃ）、第五隆（だいごりゅう）、晩年になって矮梅居（わいばいきょ）、四碧斎（しへきさい）、四碧道人（しへきどうじん）、悠然野逸（ゆうぜんやいつ）と号している。通称を弥助（やすけ）、後に九一郎（きゅういちろう）、喜左衛門（きざえもん）と称した。

## 生涯
紀州和歌山城下の湊紺屋町、町医の野呂高紹の三男として生まれる。10歳の頃より藩儒の伊藤長堅（蘭嵎）に儒学を学んだ。墨竹などの画を好み、中国の画法を独学しようとしたが進まず、14歳にて京都に出て黄檗僧の鶴亭（海眼淨光）について長崎派の画法を修める。一旦郷里に戻るが再び上京し、21歳の時、池大雅について南画の技法を修得した。京都と和歌山を行き来しながらおよそ10年もの間、毎日山水画十景を画くことを日課とした。25歳のときには大雅の妻の玉蘭が和歌山を訪問している。師を深く敬愛したが、28歳の時大雅を失う。このころ清の来舶商・画家の伊孚九に私淑し影響を受けている。大坂の木村兼葭堂や紀州の先輩の桑山玉洲とも親しく交流し画業の研鑽に励み、名を成すようになる。34歳の時再婚したが花嫁は17歳年下の士族の出身であった。
終生を京都で過ごそうとしたが、藩命によって仕官することとなり46歳のとき紀州に戻った。勘定奉行支配小普請として医業を以て藩に仕え、のちに銅山方なって領内各地を踏査している。本草学にも詳しかったようである。江戸には2度赴いた記録があるが、晩年には江戸詩壇の大窪詩仏、菊池五山との交わりがあった。その他に頼山陽、頼杏坪、篠崎小竹、田能村竹田、本居大平などの交友が伝えられる。
1810年、大和多武峰千手院に所蔵される黄公望の「天地石橋図」を臨模したことを大いに喜んでいる。
公務で熊野の山中に分け入り、深山幽谷に数十日もあって山水の趣を体得したという。画は人のためでなく己の楽しみのためとし、胸中に真山水を貯えれば、自ずと手が応じるとして、写意のある画を求道した。墨竹図・山水図を得意としたが、特に熊野山中を描いたものが多く那智の瀑布は現在までに十数点確認されている。
兄と慕うひとつ上の桑山玉洲とともに南画会の双璧と評されている。また長町竹石、僧愛石とともに｢三石｣とも称されている。
享年82。法号は四碧院節翁介石居士。和歌山市吹上護念寺に墓碑がある。

## 号の由来
- 四碧斎の号は、藩侯が彼の那智山図を見て嘆賞し「山色四時碧」の一行物を下賜したことを記念したもの。
- 矮梅居の号は、仕官して2年目に賜った居宅に老梅があったことから。
- 第五隆の号は、後漢の第五倫の人となりを慕ったことから。三男だったが姉二人を入れると五番目の子であった。

## 作品
| 作品名                                | 技法         | 形状・員数 | 寸法（縦x横cm） | 所有者             | 年代               | 落款・印章 | 備考                                     |
| ------------------------------------- | ------------ | ---------- | --------------- | ------------------ | ------------------ | ---------- | ---------------------------------------- |
| 山水図襖                              | 紙本墨画     | 襖4面      |                 | 個人               | 比較的初期の作     |            | 介石としては珍しい大作                   |
| 呉仲圭詩意山水図                      | 絹本淡彩     | 1幅        |                 | 静嘉堂文庫美術館   | 1809年（文化6年）  |            | 重要美術品                               |
| 熊野三瀑之図                          | 絹本淡彩     | 1幅        |                 | 田辺市立美術館     | 1812年（文化9年）  |            |                                          |
| 金箋山水図                            | 絹本金箋淡彩 | 1幅        | 168.6x60.5      | 和歌山県立博物館   | 1816年（文化13年） |            |                                          |
| 那智三瀑図                            | 絹本著色     | 1幅        | 125.0x48.6      | 和歌山県立博物館   | 19世紀             |            |                                          |
| 那智郡山図                            | 絹本淡彩     | 1幅        |                 | 個人               | 1819年（文政2年）  |            |                                          |
| 歳寒三友図屏風                        |              |            |                 | 田辺市立美術館     | 1820年（文政3年）  |            |                                          |
| 紅玉芙蓉峰図                          | 絹本淡彩     | 1幅        |                 | 和歌山 脇村奨学会  | 1821年（文政4年）  |            | 赤富士を描いた最初の画と推定されている。 |
| Water and Trees, Pure and Resplendent | 紙本墨画淡彩 | 1巻        | 26.83×482.44    | ミネアポリス美術館 | 1822年（文政5年）  |            |                                          |
| 夏景山水図                            | 絹本淡彩     | 1幅        |                 | 和歌山市立博物館   | 1824年（文政7年）  |            |                                          |
| 山水図                                | 絹本著色     | 1幅        | 170.0x87.5      | 高知県立美術館     | 制作時期不明       |            |                                          |
| 和歌浦図                              |              |            |                 |                    |                    |            |                                          |

## 門弟
- 僧愛石
- 村瀬秋水
- 呉克明
- 野際白雪
- 三宅西浦

## 関連文献
- 『四碧斎画話』（門人が記録したもの）
- 木村蒹葭堂『蒹葭堂日記』
- 田能村竹田『竹田荘師友画録』
- 朝岡興禎『古画備考』
- 白井華陽『画乗要略』
- 玉置百齢『三名家略年譜』
- 木村風乎『介石小談』
- 横井鐡叟『介石雑話』
- 「紀伊人物誌」『南紀徳川史』